# Yusup Abdusalomov
Yusup Abdusalomov (8 de novembro de 1977) é um lutador de wrestler (luta livre/luta greco-romana) do Tajiquistão. Foi medalhista de prata na categoria até 84 kg nas Olimpíadas de Pequim em 2008. Debutou em jogos olímpicos em 2004 (Atenas), conseguindo o nono lugar na categoria livre até 74 kg. Participou dos campeonatos mundiais de 2005 em Budapeste e de 2007, em Bacu, onde conquistou o 13º lugar na categoria 74 kg e o segundo lugar na categoria 84 kg, respectivamente. Nas Olimpíadas de Londres, em 2012, foi eliminado por Gadzhimurad Nurmagomedov da Armênia, sem conquistar nenhuma medalha.